# Prüfsystem für Schul- und Bildungsberatung
Das Prüfsystem für Schul- und Bildungsberatung (PSB) ist ein mehrdimensionaler und schulnaher Intelligenztest. Der Test wurde von Wolfgang Horn als ökonomische Variante des Leistungsprüfsystems hauptsächlich für Schulwegentscheidungen, aber auch zur Berufsberatung entwickelt; es zählt zu den am häufigsten eingesetzten Intelligenztests im deutschen Sprachbereich. Für den deutschen Sprachraum  wurden aktuell zwei altersspezifische Varianten des PSB, der PSB-R 4-6 für die Schulstufen 4 bis 6 und der PSB-R 6-13 für die Schulstufen 6 - 13, von Lukesch,  Mayrhofer & Kormann (2002, 2003) entwickelt.

## Theoretischer Hintergrund
Das PSB wurde auf der Grundlage des Thurstone‘schen Primärfaktorenmodells der Intelligenz entwickelt. 
Dieses Diagnostikum verfügt über zehn Subtests, welche ungefähr den Thurstone‘schen Primärfaktoren zugeordnet werden können.
| Primärfaktor               | Untertests im PSB |
| -------------------------- | ----------------- |
| Sprachverständnis          | 1, 2              |
| schlussfolgerndes Denken   | 3, 4              |
| Wortflüssigkeit            | 5                 |
| Feldabhängigkeit           | 6, 8              |
| Raumvorstellung            | 7                 |
| Auffassungsgeschwindigkeit | 10                |
| Umgang mit Zahlen          | 9                 |

Da für Intelligenztests aus verschiedenen Gründen (z. B. Flynn-Effekt, zeitspezifische Nutzung von intellektuellen Kompetenzen) eine Aktualisierung der Normen idealerweise alle zehn Jahre gefordert wird, wurde durch eine Arbeitsgruppe an der Universität Regensburg unter Leitung von Helmut Lukesch ab dem Jahr 2000 mit einer Neubearbeitung des aus dem Jahre 1969 stammenden PSB begonnen. Dabei wurden aufgrund der höchst unterschiedlichen Lösungshäufigkeiten der Testaufgaben zwei altersspezifische Varianten des PSB (PSB-R 4-6 für die Schulstufen 4 bis 6 sowie PSB-R 6-13 für die Schulstufen 6 - 13) und für jede Altersstufe echte Parallelformen entwickelt. Auch inhaltlich wurden die Subtests und die Zusammenstellung der Subtests modifiziert. Dabei wurden für einzelne Subtests neue Items generiert (Subtest 1+2), einzelne Subtests differenziert (statt des PSB 3 und 4, bei denen Regularitäten bei figuralen Reihen, Zahlen- und Buchstabenreihen vermischt vorgegeben waren, wurden drei getrennte Subtests zur Erfassung materialspezifischer Reasoningkompetenzen konzipiert) oder modifiziert (Subtest 9 und 10), zudem wurden Subtests aus dem LPS übernommen (Subtest 7) und diverse Subtests ganz neu konzipiert (z. B. Subtest 8 „Gemeinsamkeiten finden“). In der revidierten Form des PSB werden auch schulbezogene Wissensbereiche erfasst.

## Testaufbau
Um Fehler bei der Aufgabenbearbeitung zu vermeiden, wurde anstatt des ursprünglich sehr gedrängten Testblattes Testhefte entwickelt, bei denen die Aufgaben jedes Subtests auf einer Seite stehen. Das revidierte Verfahren besteht aus den folgenden zehn Subtests (in Klammern sind die Anzahl der Testaufgaben angegeben):
- (1) Allgemeinwissen: A Natur / Mensch (20), B Erdkunde (20), C Kultur / Kunst / Musik (20), D Sprache / Medien (20)
- (2) Zahlenreihen (15)
- (3) Buchstabenreihen (15)
- (4) Figurale Reihen (15)
- (5) Wortflüssigkeit (3 + 1)
- (6) Gliederungsfähigkeit (40)
- (7) Raumvorstellung (40)
- (8) Gemeinsamkeiten finden (25)
- (9) Zahlenaddition (25)
- (10) Zahlenvergleich (45)

Jeder Untertest beginnt mit relativ einfachen Aufgaben und nimmt in der Aufgabenschwierigkeit zu. Die reine Testzeit beträgt 43 Minuten und 20 Sekunden, hinzu kommt die Zeit für die Instruktion zu jedem Subtest. Das PSB kann als Individual- oder Gruppentest durchgeführt werden, es liegen zwei echte parallele Formen (A und B) vor. 

## Auswertung
Die Auswertung erfolgt mittels Schablonen. Die ermittelten Rohwertsummen können anhand von Normtabellen in Standard- oder Prozentrangwerte umgewandelt werden. Die Normtabellen sind jahrgangs- und schulartspezifisch entwickelt worden. Wegen nur marginaler Unterschiede wurde auf eine geschlechtsspezifische Normierung verzichtet. Neben einem Intelligenzprofil kann auch ein Gesamttestwert im Sinne eines IQs berechnet werden.

## Gütekriterien

### Objektivität
- Die Durchführungsobjektivität ist durch ein standardisiertes Durchführungsverfahren und die Verwendung einheitlicher Testmaterialien und genauer Zeitvorgaben gesichert.
- Die Auswertungsobjektivität ist durch die Verwendung von Schablonen gegeben. Ablesefehler sollten durch einen geübten Diagnostiker vermieden werden.
- Die Interpretationsobjektivität ergibt sich durch die Normtabellen.

### Reliabilität
Für alle Teilstichproben und die beiden Testformen sind die wesentlichen Item- und Testkriterien mit zufriedenstellenden Werten berechnet worden. 
- Die Reliabilitätswerte (Cronbach alpha) liegen für die Subtests des PSB-R 4-6 zwischen .72 und .94. Die Profilreliabilitäten liegen zwischen .71 (Testform A) und .75 (für Testform B).
- Für den PSB-R 6-13R variieren die subtestspezifischen Reliabilitätswerte (Cronbach alpha) zwischen .55 und .94. Die Profilreliabilität für die Testform A beträgt .65 und für die Testform B bei .69.
- Alle diese Koeffizienten liegen deutlich über dem von Lienert und Raatz (1994) angegebenen Grenzwert von  .50, deshalb kann das Leistungsprofil aus dem PSB ohne weiteres diagnostisch interpretiert werden.

### Validität
- Faktorenanalysen mit dem PSB - R 4-6 ergaben einen Faktor des Wissens und der sprachlichen Leistungsfähigkeit (V: verbal comprehension) sowie einen Faktor des schlussfolgernden Denkens (R: inductive reasoning). Auch der dritte im PSB - R enthaltene Aspekt, der Faktor des Wahrnehmungstempos und der Konzentration (F3), hat als allgemeine Voraussetzung für kognitive und schulische Leistungen in einem schulnahen Intelligenztest eine vermutlich hohe Bedeutung. Hingegen hat sich eine eigenständige Dimension des räumlichen Vorstellungsvermögens, der ursprünglich durch die Subtests der Raumvorstellung und der Gliederungsfähigkeit (S: space factor) angezielt war, nicht nachweisen lassen.
- Faktorenanalysen mit dem PSB - R 6-13 ergaben einen Verbalfaktor (= V)  mit den Subtests 1, 5 und 7, einen Reasoningfaktor (= R) mit den Subtests 2, 3, 4 und 6 und einen Konzentrationsfaktor (= K) mit den Subtests 8 und 9. Dies führt dazu, dass aus dem Test drei verschiedene diagnostische Werte entnommen werden können: (1) als übergreifender Leistungsindikator kann der Gesamtwert (IQ) gelten, (2) darunter liegt die Ebene der drei Faktorskalen und (3) die basalste Ebene ist die der neun Subtests.
- Als empirische Validitätshinweise können die schulartspezifischen Testergebnisse dienen. Ein altersspezifischer Anstieg der Leistungen ist ebenfalls nachgewiesen. Es liegen zudem Korrelationen mit Schulnoten in den Fächern Deutsch, Mathematik sowie Physik, Chemie und Biologie und Geschichte, Sozialkunde und Erdkunde vor. Die Ergebnisse aus dem PSB-R 4-6 weisen deutliche Unterschiede nach der  Übertrittsempfehlung in eine weiterführende Schule auf.
- Für den PSB-R 4-6 und den PSB-R 6-13 wurden Korrelationen mit den Ergebnissen anderer Intelligentestes (Culture Fair Intelligence Test, Kognitiver Fähigkeitstest KFT 4) sowie von Konzentrationstests berechnet, welche Hinweise auf die konvergente und divergente Validität der Verfahren geben.

## Nebengütekriterien

### Normen
- Der PSB-R 4-6 wurde an ca. 1600 Schülern und Schülerinnen aus Bayern und Baden-Württemberg geeicht. Weitere Daten wurden für  „Schulen besonderer Art“ sowie „Schulen zur individuellen Sprachförderung“ erhoben, die als Referenzwerte zur Verfügung stehen, aber nicht in die Eichstichprobe eingingen.
- Der PSB-R 6-13 wurde an insgesamt ca. 8000 Schülern und Schülerinnen geeicht. Die schulstufenbezogenen Eichstichproben umfassten je nach Testform und Schulstufe zwischen ca. 500 und 1031 Personen, die schulart- und schulstufenbezogenen Eichstichproben sind entsprechend geringer (zwischen 90 und 500 Personen). Zudem werden Normwerte für Erwachsene ausgewiesen.

### Testfairness, Vergleichbarkeit
- Für die Testauswertung für Schüler und Schülerinnen mit nicht-deutscher Muttersprache liegen Standardwertekorrekturen für die Formen A und B des PSB-R 4-6 vor.
- Da das PSB ein sprachgebundener Intelligenztest ist, kann dies zur Unterschätzung der intellektuellen Fähigkeiten bei Personen z. B. mit einer Lese-Rechtschreib-Störung (Legasthenie) führen. Bei solchen Personen sollte daher auf eine Intelligenzdiagnose mit dem PSB verzichtet und ein sprachfreies Verfahren (etwa der CFT 20) eingesetzt werden.

### Ökonomie
Das PSB kann mit knapp 45 Minuten Durchführungszeit als ökonomische Variante zu dem LPS angesehen werden. Mit ihm sind sowohl eine Abschätzung der allgemeinen kognitiven Leistungsfähigkeit wie auch eine Profildiagnose verschiedener kognitiver Fähigkeiten möglich. 